# Hörmann-Reisen
Hörmann-Reisen GmbH ist ein familiengeführtes Bus- und Touristikunternehmen in Augsburg.

## Geschichte

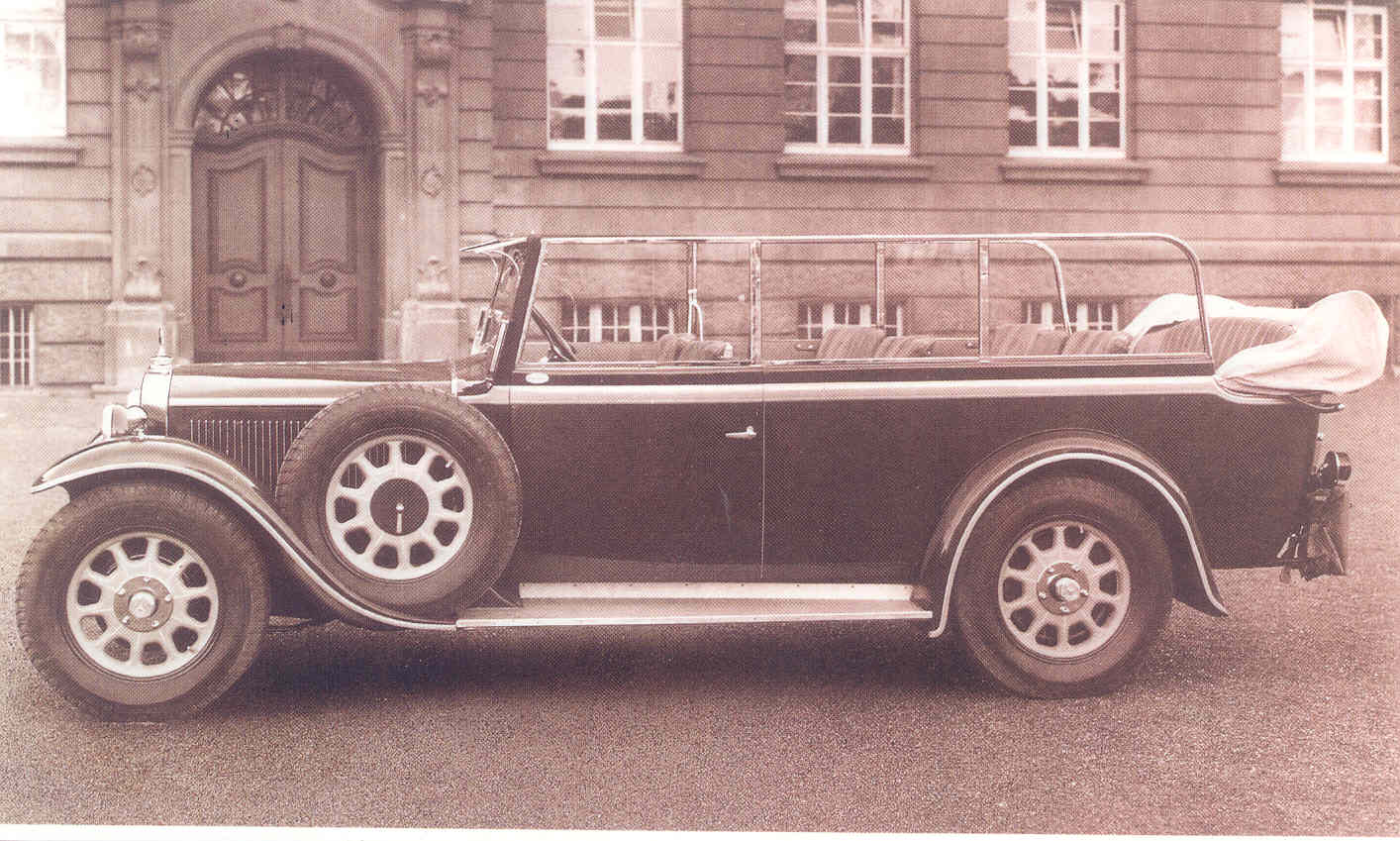
Adler aus dem Jahre 1936

Im Jahre 1900 führte die Familie Hörmann ein Botenfuhrwerk von Rehling nach Augsburg ein. Dreißig Jahre später begann die Motorisierung mit einem Lastkraftwagen von Chevrolet. 1933 wurde zusätzlich ein Lkw von Opel mit gepolsterten Doppelsitzen in Dienst gestellt und im Linienverkehr eingesetzt. Ein Jahr später startete der Taxibetrieb mit einem Fahrzeug der Adlerwerke. 1936 wurden die ersten Omnibusse, ein Opel Blitz mit 28 Sitzplätzen sowie ein Adler mit 10 Sitzplätzen, für Ausflugsfahrten angeschafft.
Im Jahr 1945 übernahm Jakob Hörmann die Firmenleitung. Das Unternehmen führte 1955 die Verpflegung an Bord ein und nahm touristische Fahrten, unter anderem nach Lourdes und Rom, ins Programm auf. 1971 erfolgte der Bau des Betriebshofes in Unterach. Jakob Hörmanns Sohn Xaver übernahm im gleichen Jahr die Firmenleitung. Mit der Eröffnung eines Reisebüros in Augsburg erfolgte die Gründung von Hörmann-Reisen. Erstmals stellte die Firma ein eigenes Reiseprogramm mit den Zielen Wien, Paris, Rom und der Costa Brava vor. Neben dem Ausbau des Firmengeländes ging auch die Erweiterung des Komforts an Bord der Busse einher, unter anderem durch die Installation von Bord-Toiletten, Schlafsesselbestuhlung und einer Bordküche. Winterreisen gewannen in den 1970er Jahren für das Unternehmen immer mehr an Bedeutung, unter anderem nach Ischgl, Galtür und das französische Méribel.
Mit Gründung des Augsburger Verkehrs- und Tarifverbundes (AVV) im Jahr 1985 wurde der Öffentliche Personennahverkehr in und um Augsburg neu organisiert. Hörmann-Reisen war Gründungsmitglied und gliederte seine jahrzehntelang eigenwirtschaftlich betriebenen Linien in das Konzept des AVV ein; der Betrieb der neuen AVV-Linien begann 1989. 1992 eröffnete Hörmann-Reisen das erste TUI-ReiseCenter in Augsburg und erweiterte damit sein Reise-Spektrum über den Busreise-Markt hinaus.
2005 wurde der Firmensitz in die Innenstadt von Augsburg verlegt und somit der Vertrieb der Bus-Reisen, das TUI ReiseCenter und die Verwaltung zusammengeführt. Als 2009 der Fuhrpark erneuert wurde, entstand in Kooperation mit der Regio Augsburg Tourismus GmbH der Gedanke, die Heimatverbundenheit durch die Benennung der Busse nach besonderen Kulturschätzen bzw. -trägern der Stadt zum Ausdruck zu bringen: die Römer, Jakob Fugger, Bert Brecht, Martin Luther, Mozart und die Puppenkiste. Philipp Hörmann wurde neben Xaver Hörmann 2012 Geschäftsführer. Ein Jahr später bot das Unternehmen auch Kreuzfahrten an.
2009 modernisierte die Firma ihre Reisebus-Flotte durch sechs 5-Sterne-Fernreisebusse, 2011 folgten zwei weitere Busse mit 27 Sitzplätzen im 5-Sterne-Segment. Es folgten 2012/2013 die beiden ersten Setra S 419 GT-HD Reisebusse im Großraum Augsburg mit 15 Metern Länge und 5-Sterne Sitzabstand. 2014 kamen zum Fuhrpark hochwertige 5-Sterne-Fernreisebussen von Setra der Reihe S 431 DT, Doppeldeckerbusse mit Glasdach und Euro-Norm 6, S 516 HD, hinzu.

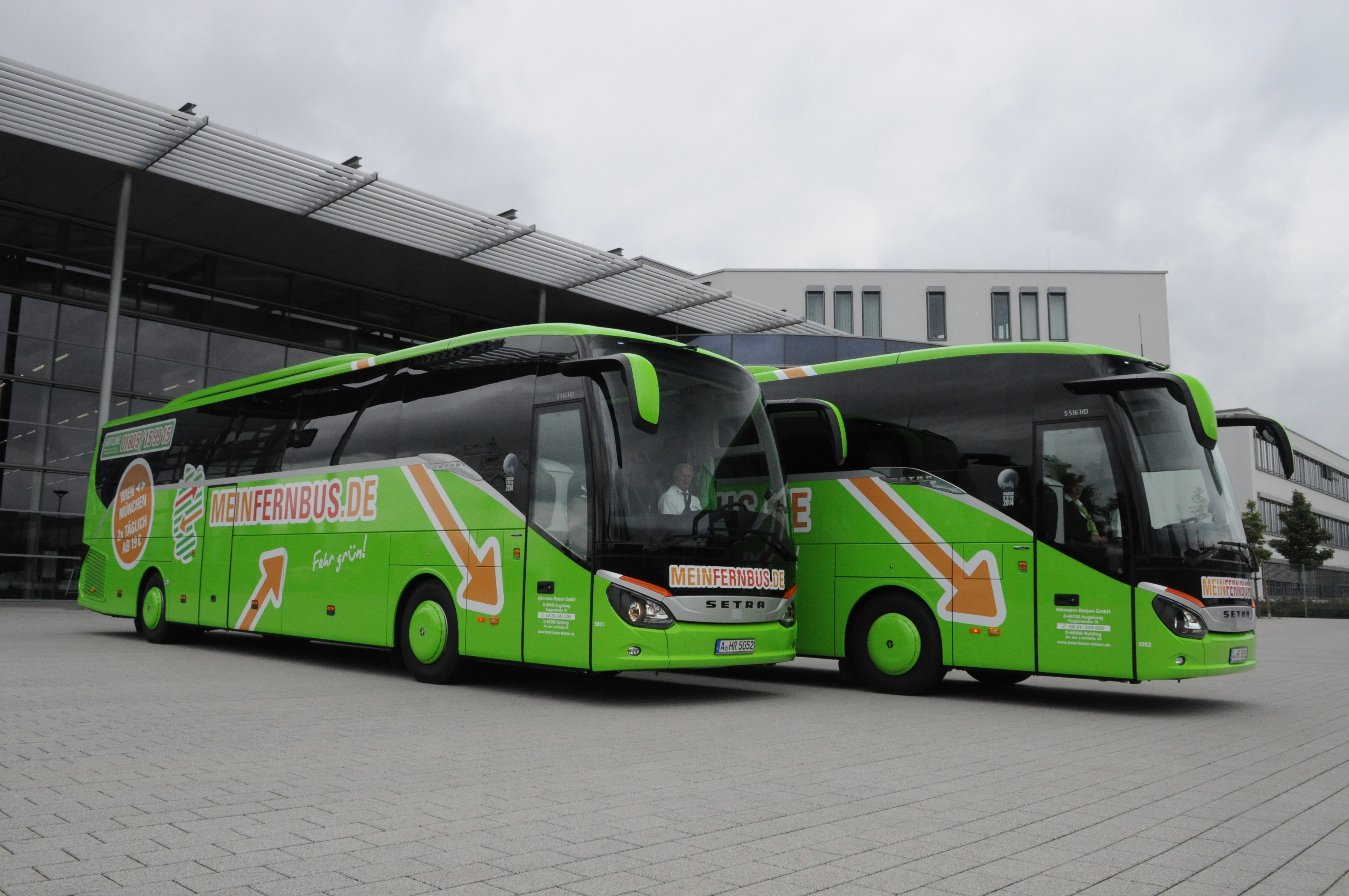
Seit 2013 ist Hörmann Partner bei MeinFernbus

Hörmann-Reisen wurde 2013 Buspartner bei MeinFernbus mit Linien ab Augsburg und München nach Saarbrücken, Essen, Leipzig, Wien und Mailand. 2014 bestellte das Unternehmen mehrere Setra-Reisebusse im Wert von 4,5 Mio. Euro und tätigte damit die größte Investition seit der Firmengründung. 2015 besaß das Unternehmen Linienkonzessionen für neun AVV-Linien im Bereich Augsburg mit einer jährlichen Leistung von rund 511.000 Fahrplankilometern. Sämtliche Linien gingen im Rahmen von europaweiten Ausschreibungen des AVV zum 1. Januar 2016 an andere Unternehmen.

## Auszeichnungen

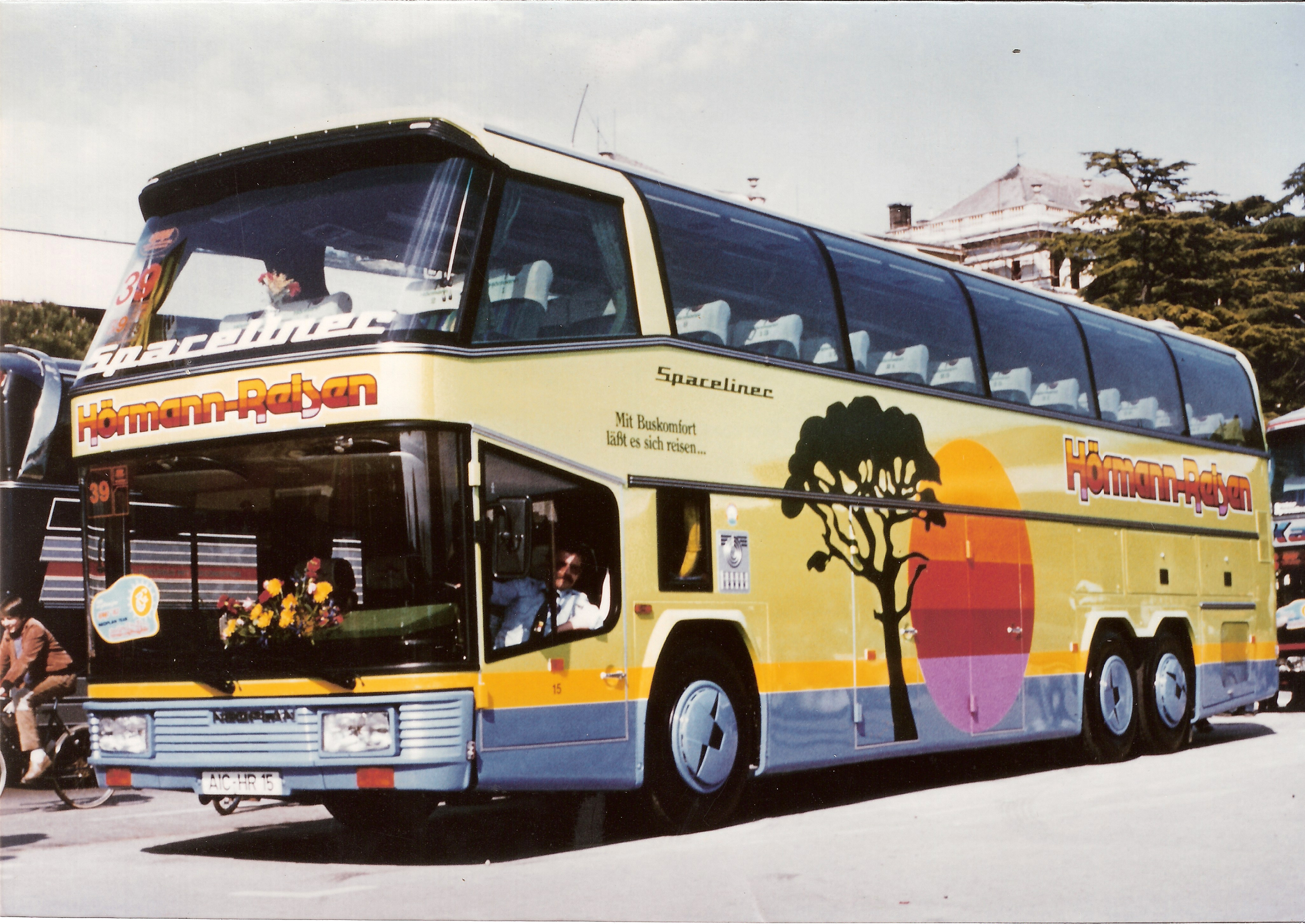
Prämierter Spaceliner 1982

1982 erhielt das Unternehmen beim internationalen Autobuswettbewerb AMI’82 in Portoroz für seinen Spaceliner N117 den 1. Preis von der Publikumsjury in der Kategorie „Karosserie“. In der Laudatio hieß es: „Der Urlaubsbus mit Pinie, der untergehenden Sonne, die Lackierung in den Symbolfarben Grün = Natur, Gelb = Strand und Blau = Meer, (…) ragte unter den 124 Omnibussen der AMI’82 (Autobus-Meeting International) heraus. Er erregte Aufsehen, Zustimmung und Begeisterung bei Groß und Klein.“
Als erster Busreiseveranstalter in Bayern trug Hörmann-Reisen 2007 das Gütezeichen der Gütegemeinschaft Buskomfort für qualifizierte Bus-Chauffeure. Beim internationalen Medien- und Innovationspreis des RDA 2014, der „Rote Bus“, belegte Hörmann-Reisen in der Kategorie „Spitzenmarketing“ den 1. Platz. Bei der Preisverleihung auf dem RDA-Workshop in Köln verwies die Jury auf die breit angelegte Werbestrategie, die sich bis ins Lokalfernsehen hinein erstreckte. Prämiert war zudem die Kooperation mit Stage Entertainment.
Ebenfalls eine Auszeichnung erhielt Hörmann-Reisen 2006 für die Niederflurbusflotte, da damit die Barrierefreiheit im AVV-Regionalbusverkehr gewährleistet wird. 2011 wurden die von Hörmann-Reisen eingesetzten Busse im AVV-Linien-Verkehr mit dem Umweltschutz-Zertifikat Blauer Engel ausgezeichnet.